# 島根県道208号浜田停車場線
島根県道208号浜田停車場線（しまねけんどう208ごう はまだていしゃじょうせん）は、島根県浜田市を通る一般県道である。

## 概要
浜田市浅井町から浜田市田町に至る。

### 路線データ
- 起点：島根県浜田市浅井町（JR西日本山陰本線 浜田駅前）
- 終点：島根県浜田市田町（田町交差点、国道9号交点）

## 地理

### 通過する自治体
- 島根県
  - 浜田市

### 交差する道路
| 交差する道路           | 交差する場所 | 交差する場所      |
| ---------------------- | ------------ | ----------------- |
| 国道9号 国道186号 重複 | 田町         | 田町交差点 / 終点 |

### 交差する鉄道
- 山陰本線

### 沿線
- JR西日本山陰本線 浜田駅
- 浜田警察署 浜田駅前交番